# David Defiagbon
David Defiagbon (n. 12 iunie 1970, Sapele⁠(d), Statul Delta, Nigeria – d. 24 noiembrie 2018, Las Vegas, Nevada, SUA) a fost un boxer ce a reprezentat Nigeria și Canada, medaliat olimpic. A participat la 2 ediții ale Jocurilor Olimpice (1992, 1996) în care a câștigat o medalie de argint.